# Arlette Racineux
Arlette Racineux, née le 2 mars 1961 à Saint-Nazaire, est une joueuse française de tennis en fauteuil roulant.

## Carrière
Elle a débuté le tennis fauteuil en 1988 et a fait partie des meilleures joueuses mondiales au milieu des années 1990.
Elle participe aux Jeux paralympiques d'été de 1992 et de 1996, où elle est à chaque fois médaillée de bronze en double dames avec Oristelle Marx, aux Jeux paralympiques d'été de 2000 et aux Jeux paralympiques d'été de 2008, remportant une autre médaille de bronze, cette fois avec Florence Gravellier.
En individuel, elle a notamment atteint la finale du French Open en 2001 contre Monique Kalkman. En double, elle a remporté ce tournoi en 1995 avec Oristelle Marx.